# Ifodjè Atakpamé
El Ifodjè Atakpamé es un equipo de fútbol de Togo que juega en la Segunda División de Togo, la segunda liga de fútbol más importante del país.

## Historia
Fue fundado en el año 1974 en la ciudad de Atakpamé tras la fusión de los equipos CS Atakpamé y UA Atakpamé gracias a la reforma que se dio en el fútbol de Togo en ese año con la creación de los Superequipos. Su principal logro hasta el momento ha sido ganar el título del Campeonato nacional de Togo en 1990, superando por dos puntos al Entente II.
A nivel internacional han participado en dos torneos continentales, donde su mejor participación ha sido en la Recopa Africana 1975, en la cual fueron eliminados en los cuartos de final por el Stade d'Abidjan de Costa de Marfil.

## Palmarés
- Campeonato nacional de Togo: 1

1990

## Participación en competiciones de la CAF
| Temporada | Torneo                            | Ronda            | Club            | Casa | Visita | Global |
| --------- | --------------------------------- | ---------------- | --------------- | ---- | ------ | ------ |
| 1975      | Recopa Africana                   | 1                | Sahel SC        | 1-0  | 2-2    | 3-2    |
| 1975      | Recopa Africana                   | Cuartos de final | Stade d'Abidjan | 0-1  | 0-4    | 0-5    |
| 1991      | Copa Africana de Clubes Campeones | Preliminar       | Sahel SC        | 0-0  | 1-3    | 1-3    |